# Гат (Ливия)
Гат (араб. غات‎) — город в муниципалитете Гат, Ливия. Население — 5096 чел. (на 2010 год). Город расположен недалеко от государственной границы с Алжиром.

## История
В исторические времена, Гат был конечным пунктом на маршруте транссахарской торговли и основным административным центром в Феццане. Это был оплот конфедерации туарегов Кель-аджер, чья территория покрывала большую часть юго-западной Ливии (в том числе Убари, Себха и Гадамес), плюс юго-восточный Алжир (Джанет и Алези).
С V века до н. э. до V века нашей эры, в Феццане проживали Гараманты, город-государство которых располагался на маршруте транссахарской торговли между карфагенянами (а позднее — Римской империей) и государствами Сахеля. В XIII и XIV веке, Феццан стал частью империи Канем, а в XVII веке перешёл под контроль Османской империи.
Начиная с 1911 года, Гат и Феццан были оккупированы Италией. Однако, управление Италией области оставалось нестабильным вплоть до 1923 года (прихода итальянского фашистского режима). Итальянцы подавляли сопротивление берберских и арабских приверженцев суфийского религиозного ордена Сенусийя. С целью защитить свои позиции, итальянцы построили крепость на холме Коукемен. Эта крепость сохранилась до наших дней и является популярным туристическим объектом в Гате.
Во время Второй мировой войны, Гат был оккупирован Францией с 1943 по 1 января 1952 года, когда Генеральная Ассамблея ООН приняла резолюцию о том, что Ливия должна стать независимой.
В июне 2019 года в городе произошло разрушительное наводнение, вынудившее тысячи людей покинуть город. Погибли 4 человека (в том числе трое детей), более 30 получили ранения. Разрушены многие здания, затоплена единственная больница, смыты посевы. Триполи объявило в Гате чрезвычайную ситуацию и выделило более семи миллионов долларов США на помощь и ликвидацию последствий.

## Экономика
Гат является транспортным узлом для караванных путей идущих через Центральную Сахару. В окрестностях города развито земледелие (выращивание зерновых, овощей и фиников) и скотоводство (разведение овец и верблюдов). Производство имеет преимущественно ремесленный характер (ковроткачество, чеканка по металлу, кожевенное производство). Также в окрестностях Гата добывается сода.